# Hell Energy
Hell Energy — енергетичний напій угорської компанії Hell Energy LTD. 

## Історія
Компанія була заснована 2006 року і того ж року почала виробництво та реалізацію свого напою. Протягом трьох років Hell Energy LTD стала лідером ринку в Угорщині. Важливою віхою у формуванні популярності бренду стала спонсорська угода з командою Формули-1 Вільямс. До 2015 року напій став лідером ринку в таких країнах як Румунія, Болгарія, Словаччина, Кіпр та Азербайджан; він також є доступним у більш, ніж 40 країнах світу. Штаб-квартири компанії знаходяться в Угорщині, Румунії, Великій Британії, Росії та Кіпрі.
Hell Energy є забудовником та власником Авалон-Парку — курорту з розважальним комплексом та спа в Мішкольці.

## Завод
Завод компанії був побудований 2011 року в Сіксо. Він має дві лінії для наповнення банок з виробничою потужністю 2 млн. банок на добу. Також є лабораторія для постійного спостереження та аналізу характеристик напою. Завод має найвищий сертифікат безпеки — FSSC22000. 2012 року він був визнаний одним з трьох найкращих заводів Європи на церемонії виробників у Дюссельдорфі. Завод здатний виготовляти до 500 мільйонів пляшок та має автоматизований логістичний центр площею 6,000 м². З 2011 року також відбувається виробництво для експорту.

## Інгредієнти
Вміст кофеїну однієї банки складає 80 мг на 250 мл, що є еквівалентом чашки кави.

## Маркетинг
2018 року компанія підписала контракт з Рітою Орою як з бренд-амбасадором.